# 弗拉基米尔·波将金
弗拉基米尔·彼得罗维奇·波将金（俄语：Владимир Петрович Потёмкин；1874年10月19日—1946年2月23日），苏联政治学家、历史学家、教育家，学者，1934年—1937年任苏联驻法国大使，1937年—1940年副外交人民委员，1940年—1946年任苏俄教育人民委员。